# 桶水母

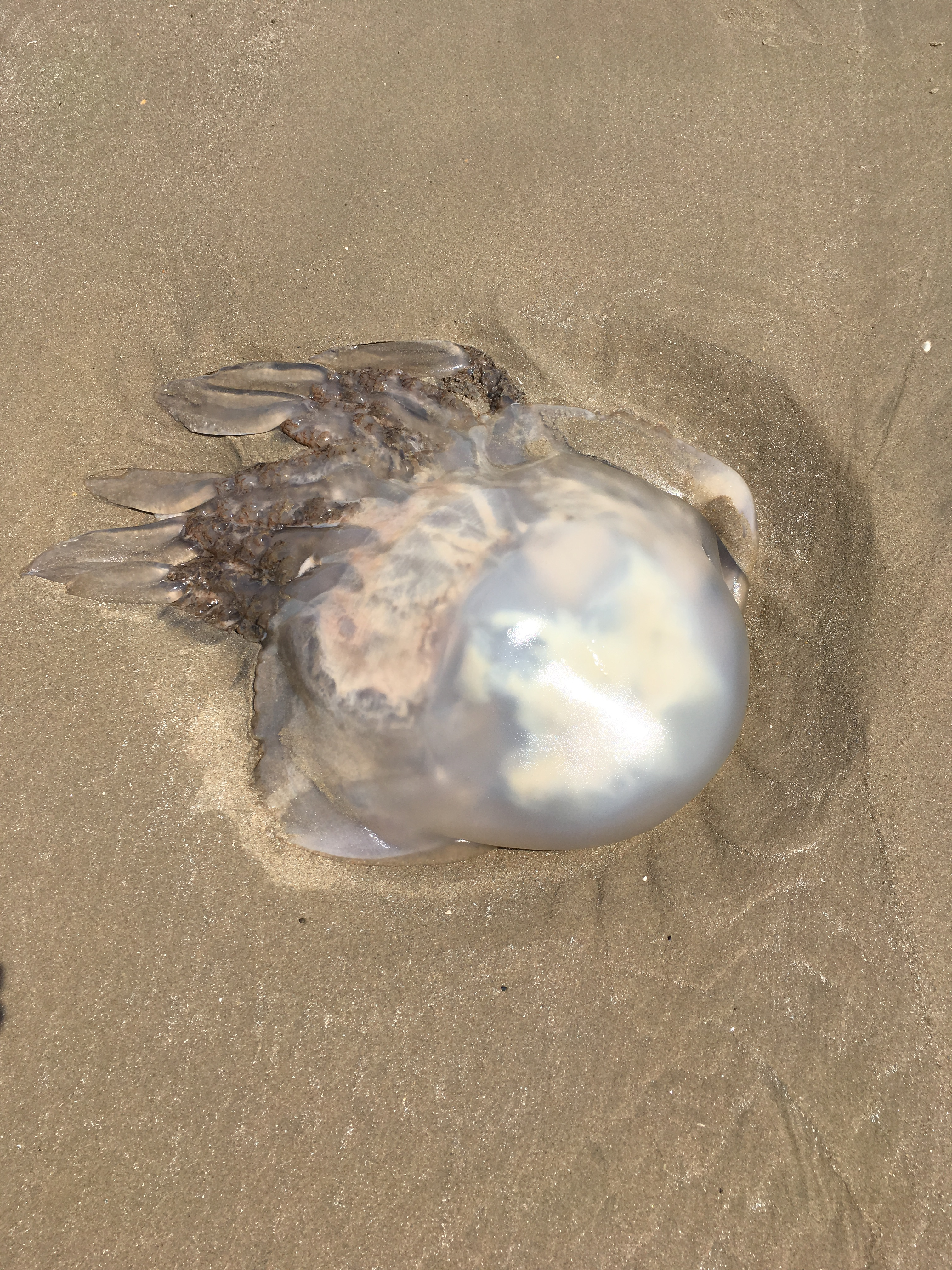
一個被沖上近威爾斯阿伯多維海岸的桶水母

褐色根口水母，俗稱桶水母，是缽水母綱根口水母目根口水母科根口水母屬下的一種水母。桶水母主要於東北大西洋（包括英国南部與西部的海岸）、亚得里亚海、地中海、黑海和亞速海出沒，是英國海域中最常見的水母。

## 命名
此物種過去曾一度稱為，而部分人更將之視為的分支之一，而非單一物種。後來，弗雷德里克·史特拉滕·羅素在1970年指出，此物種唯一可分辨的特徵是其傘緣的半圓狀瓣數。現時，是此物種廣為被接受的名稱。

## 簡介
桶水母的顏色各異，從淺白色或黃色，到綠色、藍色、粉紅色和棕色也有。桶水母的傘緣缺裂，並分為若干半圓狀瓣。桶水母的傘緣並無觸手（但有含有感覺器官的紫色條紋，實為環繞著數百個小口的小觸手），傘狀體下為一大柄，該柄包含一個短柱狀基部幹體、16條各擁有三個分支的幹體，以及一個有皺摺的口；它的身體其後再進一步分為8條高度分支的長臂與三翼細長的末端附屬物。
成年雄性桶水母的性腺呈紅色，而成年雌性則呈紅棕色。當桶水母暴露在空氣中時，其刺絲囊疣會使傘面呈現無光澤的外觀。桶水母的整個身體中（尤其是胃和性腺袋）可以找到大型甲殼動物乳短腳𧊕的蹤影。
一般而言，桶水母體重最重35千克，傘狀體直徑最長達90厘米，但傘狀體直徑達1公尺者也非不存在。桶水母對人類並不造成威脅，其刺絲囊不會對人造成傷害。
桶水母是世界最大型的海龜棱皮龜所喜歡的食物之一。

## 出現
桶水母在一年四季都會零星出現，但在夏季和秋季（5月至10月）通常則會成群出現。一些桶水母據信可能在冬季生活在深水中。
2019年7月13日，動物攝影師丹‧亞培（Dan Abbott）與BBC自然知性台主持人莉茲‧戴利（Lizzie Daly）在英國康瓦爾郡法爾茂斯海岸潛水進行拍攝，遇上一隻桶水母，亞培表示該水母約有1.5公尺長、1公尺寬。亞培也將戴利與水母一同拍下，而照片中的戴利比水母還小。亞培更稱該水母是其看過最大的水母。戴利當日也與該水母同游了約1小時。

### 被沖上岸
桶水母常於5月至6月被沖上海灘，就例如2017年5月英國威爾斯西部幾處海灘有數千隻水母被沖上岸，其中就包括了逾300隻桶水母。

## 外部連結
- . ITIS.   [16 September 2011].
- Sealife Collection網站提供的桶水母的圖片
- Giant jellyfish the size of a human spotted by divers off English coast （页面存档备份，存于） (video)